# 天等镇
天等镇，是中华人民共和国广西壮族自治区崇左市天等县下辖的一个乡镇级行政单位。

## 行政区划
天等镇下辖以下地区：
天城社区、新城社区、丽川社区、百灵村、稻香村、宏魁村、荣华村、四维村、仕民村、洪岭村、盛典村、大隆村、应村、母村和朗明村。